# 렌지 나미오카
렌지 나미오카(영어: Lensey Namioka, 본명: 자오라이쓰(중국어 간체자: 赵来思, 정체자: 趙來思, 병음: Zhào Láisī, 1929년 6월 14일 ~ )는 미국의 중국 출신 작가이다.

## 생애
렌지 나미오카는 중국 베이징에서 언어학자 자오위안런과 물리학자 양부웨이 부부의 딸로 태어났다. 1938년에 중일 전쟁의 여파로 인해 가족들과 함께 미국으로 이주한 이후에 하와이주, 매사추세츠주 케임브리지에 거주했는데 그의 가족들은 처음에 영어를 알지 못했다고 한다.
렌지 나미오카는 어린 시절부터 언어에 관계 없이 숫자만을 사용하는 수학에 관심이 많았고 래드클리프 칼리지와 캘리포니아 대학교 버클리에서 수학을 전공했다. 또한 캘리포니아 대학교 버클리에서 교수로 근무하던 아버지로부터 아시아학을 전공했다. 렌지 나모이카는 대학교 재학 시절에 만났던 일본계 미국인 수학자인 아이작 나미오카(Isaac Namioka)와 결혼하면서 자신의 성씨 또한 남편의 성씨로 바꾸게 된다.
렌지 나미오카는 코넬 대학교 교수로 근무하던 아이작 나미오카가 거주하던 뉴욕주 이사카에 거주했다. 렌지 나모이카의 가족들은 1963년에 아이작 나미오카가 워싱턴 주립 대학교 교수로 채용되면서부터 시애틀로 이주하게 된다. 렌지 나미오카는 슬하에 2명의 딸(아키(Aki, 1959년 출생), 미치(Michi, 1961년 출생))을 두었다.

## 작품 특성
렌지 나미오카는 《큰 발 중국 아가씨》, 《4월과 용 아가씨》, 《막내 양과 무서운 귀》, 《양씨 가족 이야기》를 비롯한 많은 문학 작품들을 발표했는데 주로 중국이나 중국계 미국인 가정에 관한 이야기를 소재로 한 문학 작품을 발표했다. 또한 어린이들과 당대 사회의 부조리함을 비판하는 내용을 담은 문학 작품을 발표했다. 《큰 발 중국 아가씨》는 전족을 거부했던 자신의 어머니를 모델로 하여 쓴 책이고 《양씨 가족 이야기》는 미국으로 이민 온 중국의 양씨 집안의 네 아이들을 소재로 한 이야기이다.

## 수상
- 《4월과 용 아가씨》는 '유타 청소년 도서상'의 후보작에 올랐다.
- 《막내 양과 무서운 귀》는 1995년 '젊은 독자 선택 상' 후보작에 올랐다.
- 《큰 발 중국 아가씨》는 2004년 '캘리포니아 도서상'을 수상했고, 그녀는 이 작품으로 '워싱턴주 작가상'을 수상했다. 또한 이 책은 '미국 도서관 협회 올해의 청소년 책'으로 선정되기도 했다고 한다.